# Fender
Fender, Фендер — американський приватний виробник гітар зі штаб-квартирою у Скоттсдейлі, Аризона. Підприємство відоме своїми гітарами Стратокастер й Телекастер, а також гітарними підсилювачами. Фендер володіє також такими виробниками й марками музичних інструмментів: Squier, Gretsch, Jackson Guitars, Charvel, Hamer Guitars, Tacoma Guitars, Guild Guitar Company, SWR Sound Corporation, Brand X, Orpheum, Olympia, Heartfield.

## Історія компанії

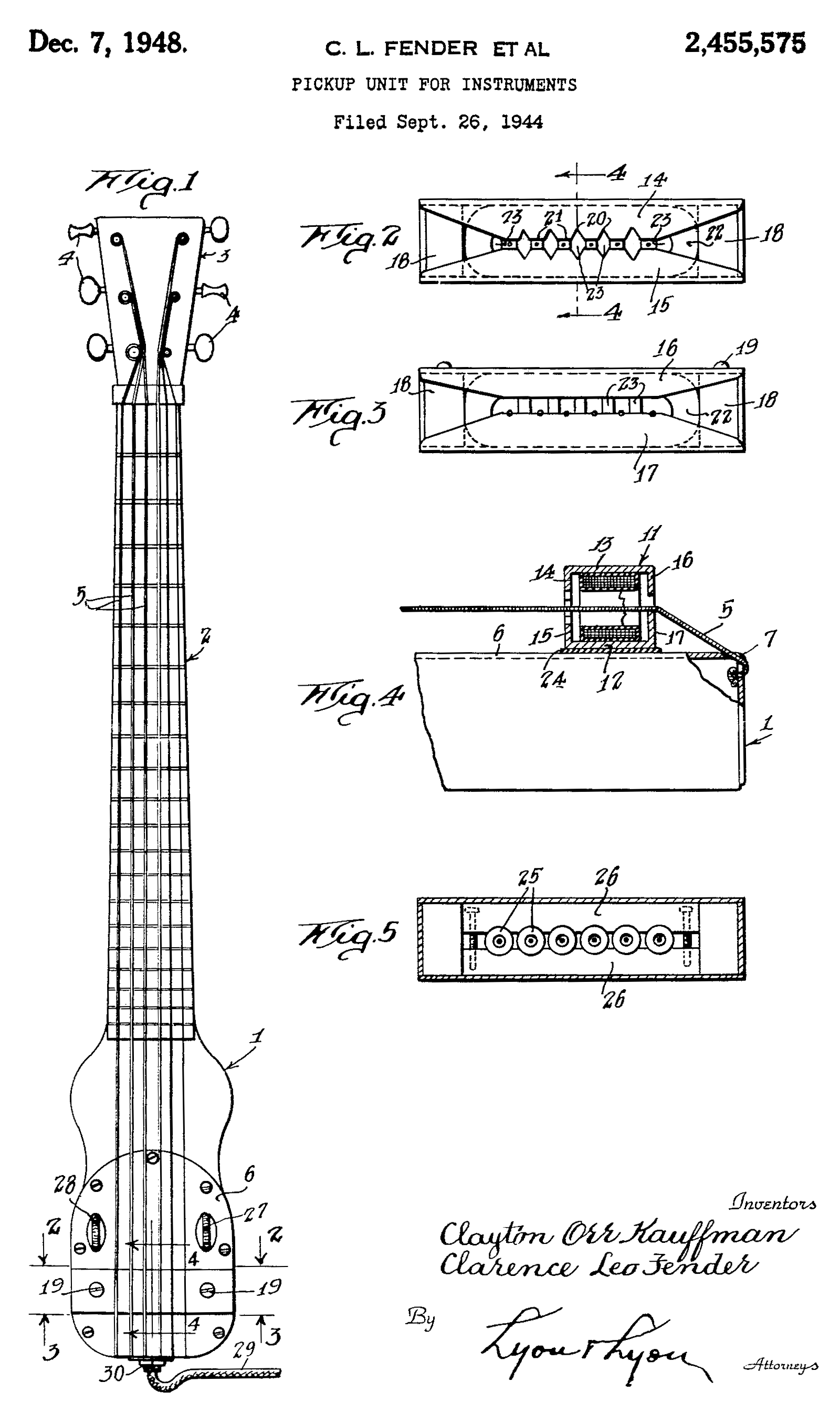
Креслення патенту стальної гітари Фендера 1944 року

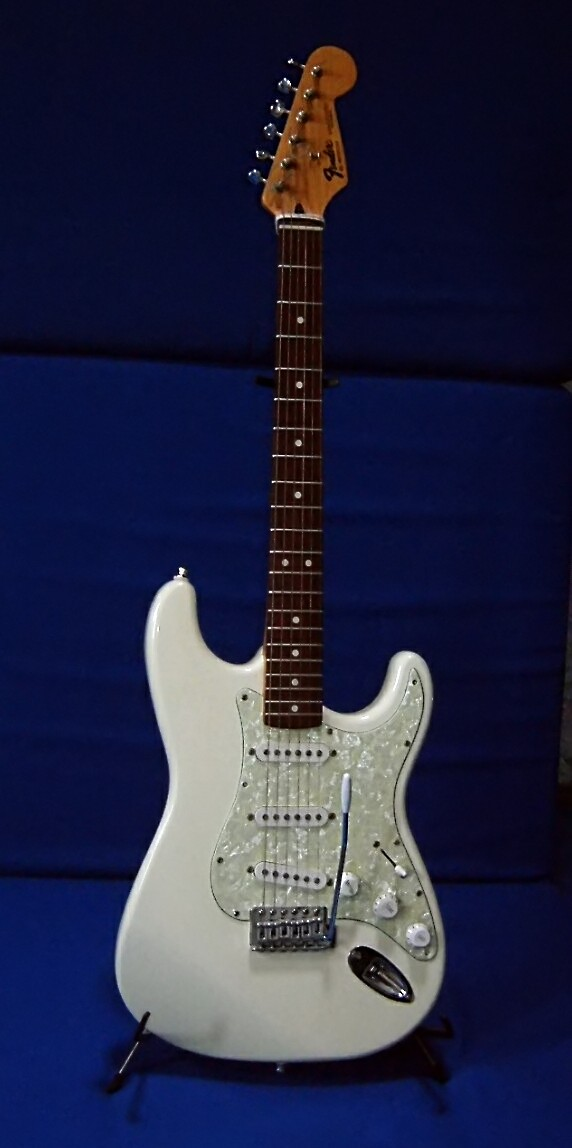
Фендер Стратокастер

Повна сучасна назва компанії — Fender Musical Instruments Corporation.
Компанія має виробничі потужності на заводах у:
- Короні, Каліфорнія, США
- Енсенаді, Мексика,
- Японії (з 1982 р.).

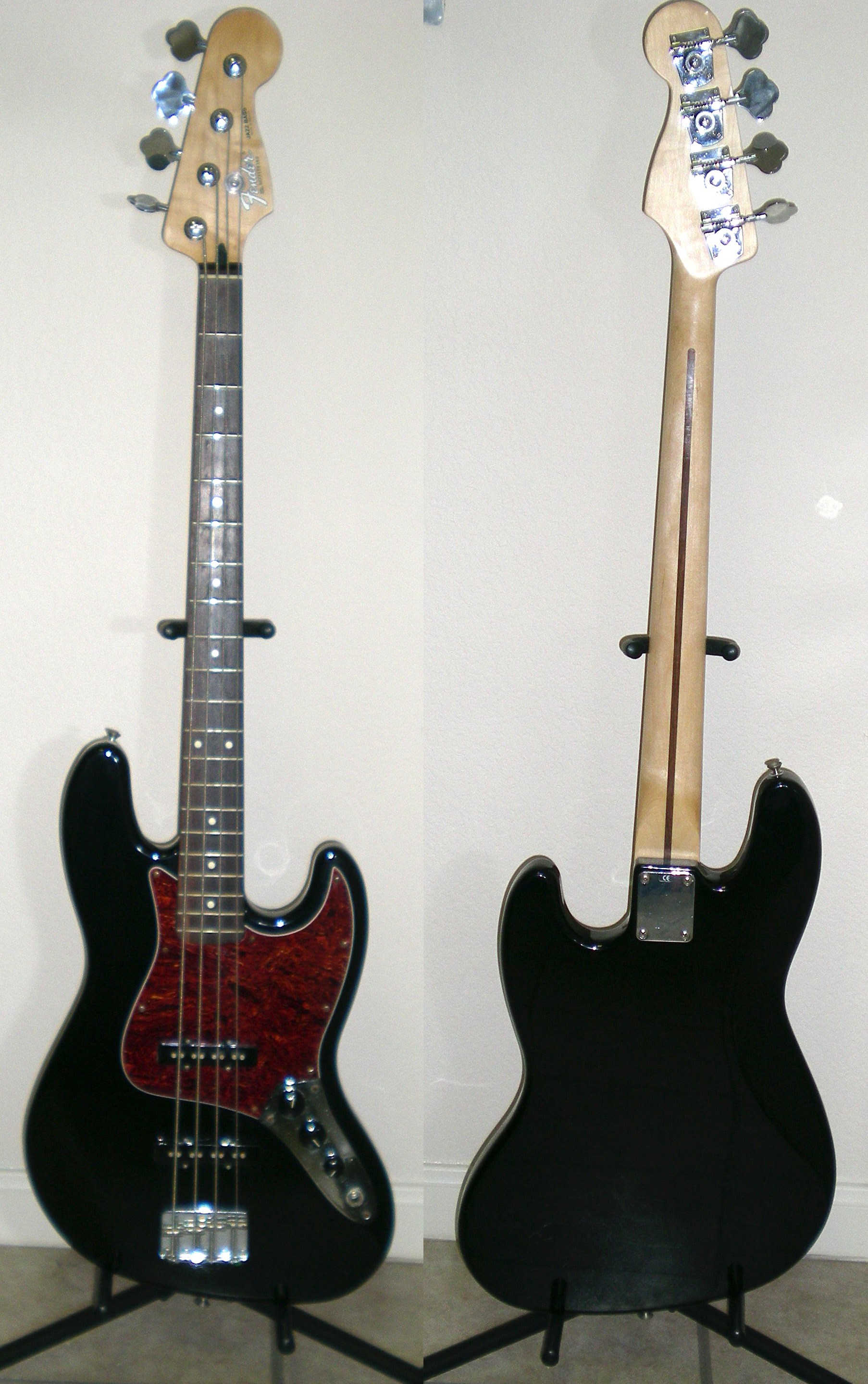
Фендер Джаз Бас

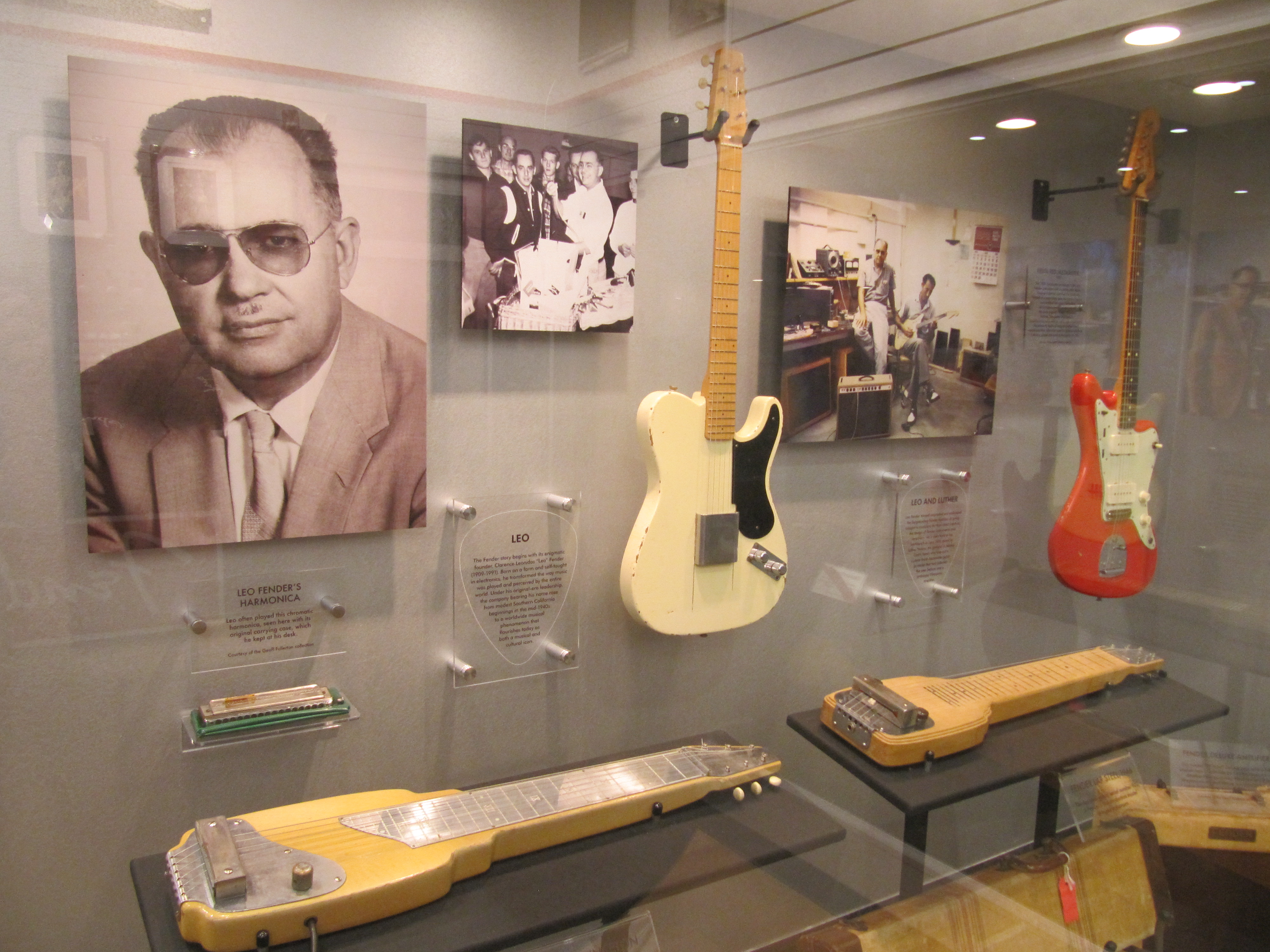
Лео Фендер і ранні моделі гітар у «Фабричному музеї гітар Фендер»

Підприємство було засноване 1946 р. у Фуллертоні, Каліфорнія, Кларенсом Леонідасом Фендером. У 1965 році засновник продав підприємство медійній корпорації CBS за 13 млн. доларів. 1985 року робітники підприємства викупили його у CBS.
Гітари, що виробляються у Короні, є найдорожчими, а ті що в Енсенаді - для масового користувача за низькими цінами.

## Основні моделі гітар, які виробляє Фендер
В наступні роки були розроблені кілька моделей гітар, більшість з яких виготовляються і в наш час.

### Електрогітари
- 1950 — Fender Telecaster
- 1954 — Fender Stratocaster
- 1958 — Fender Jazzmaster
- 1962 — Fender Jaguar,
- 1964 — Fender Mustang,
- 1965 — Fender Coronado,
- 1987 — Fender Performer[en],
- 1993 — Fender Prodigy[en],
- 2005 — Fender Jaguar Baritone Custom[en].

### Акустичні гітари
- 1965 — Malibu,
- 1996 — DG-4TS,
- ? — Stratacoustic,
- 2003 — FR48 resonator.

### Електричні бас-гітари
- 1951 — Fender Precision Bass, модель 1951 року
- 1957 — Fender Precision Bass, модель 1957 року
- 1960 — Fender Jazz Bass,
- 1961 — Fender Bass V,
- 1961 — Fender Bass VI,
- 1966 — Fender Mustang Bass[en],
- 1968 — Fender Telecaster Bass[en],
- 1985 — Fender Performer Bass[en],
- 2006 — Fender Jaguar Bass.